# یو جائه-هاک
یو جائه-هاک (انگلیسی: Yoo Jae-hak؛ زادهٔ ۲۰ مارس ۱۹۶۳) بازیکن سابق و مربی بسکتبال اهل کره جنوبی بود. وی در بازی‌های المپیک تابستانی ۱۹۸۸ شرکت کرده‌است.